# Joseph Hewes

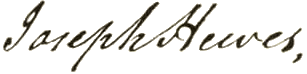
Signataure de Hewes

Joseph Hewes, né le 23 janvier 1730, mort le 10 novembre 1779, fut un signataire de la Déclaration d'indépendance des États-Unis, en tant que représentant de la Caroline du Nord.

## Biographie

### Jeunesse et famille
Hewes nait à Princeton (New Jersey), le 23 janvier 1730. Ses parents faisaient partie de la Société religieuse des Amis (quakers). Immédiatement après leur mariage, ils partent au New Jersey. Hewes reçoit une éducation à Princeton et après l'université, il devient apprenti d'un marchand. Après la fin de son apprentissage il gagne une forte réputation, qui lui servira, plus tard, à devenir d'un des signataires les plus célèbres de la Déclaration d'indépendance des États-Unis, en tant que représentant de la Caroline du Nord, avec William Hooper et John Penn.
Après quelques années fructueuses comme marchand, il devient très riche. Hewes part alors à Edenton (Caroline du Nord) à l'âge de 30 ans et convainc les politiciens avec son charme et son caractère sérieux et honorable. Hewes est élu à la législature de la Caroline du Nord en 1763, seulement trois ans après être venu dans l'État. Après de nombreuses réélections dans la législature, il se concentre sur un nouveau travail, plus ambitieux, comme membre du Congrès continental.

### Congrès continental
Avant 1773, la majorité de la Caroline du Nord était en faveur de l'indépendance. La Caroline du Nord a élu Hewes comme son représentant au Congrès continental en 1774. Le peuple de la Caroline du Nord a pensé qu'il les représenterait mieux en raison de son activisme pour la cause indépendantiste américaine. Quoique les Américains aient voulu en majorité l'indépendance, Hewes a dû beaucoup convaincre au Congrès pour transmettre les idées indépendantistes. L'année de la Révolution, plus des deux-tiers du Congrès continental croyaient toujours que les liens entre le Roi George et les colonies pourraient rester intacts. Hewes était à peine capable de parler au Congrès, étant constamment interrompu par ses opposants. Néanmoins il est activement impliqué dans beaucoup de comités, dont la plupart étaient pour la révolution. Un de ces comités fut par exemple le Committee of correspondence, qui prônait les idées révolutionnaires. Une des idées à laquelle Hewes a contribué dans ce comité était la déclaration suivante : « State the rights of the colonies in general, the several instances in which these rights are violated or infringed, and the means most proper to be pursued for obtaining a restoration of them. » (soit : « exposer les droits des colonies en général, il y a plusieurs cas dans lesquels ces droits sont violés ou bafoués, et les moyens les plus appropriés pour obtenir leur rétablissement »)
Traditionnellement, les quakers sont pacifistes. Ironie du sort, Hewes était en faveur de la guerre contre la Grande-Bretagne, il était aussi un des rares quakers au Congrès. Les quakers sont non seulement opposés à la guerre, mais aussi fermement au comités qui la défendent. Malgré ces divergences, Hewes est resté en lien avec les quakers et il n’existe aucune preuve d’une éventuelle démission de sa part ou encore d’une exclusion de la Société des Amis. 

### Secrétaire à la Marine des États-Unis
Au début de l'année 1776, Hewes devient le premier Secrétaire à la Marine des États-Unis. Aux côtés du Général George Washington, Hewes devient une des personnes militaires les plus performantes et des plus grandes de l'histoire américaine. Il s'implique aussi avec le Comité secret des réclamations, qui promeut l'indépendance des colonies. Hewes y est pour beaucoup dans le fait que la Caroline du Nord ait soutenu l'indépendance avant les autres colonies.

### Fin de vie
Après avoir signé la Déclaration d'indépendance des États-Unis, Hewes se retire dans sa maison au New Jersey, en raison de son état de santé. Malgré cela, il est réélu au Congrès. En 1779, il sert finalement ses derniers mois en tant que député et meurt le 10 novembre 1779. Tout le Congrès se rend à son enterrement le lendemain. Hewes écrivit un journal les dernières années de sa vie, disant qu'il était triste et solitaire, et qu'il n'avait jamais voulu rester célibataire. La jeune fille qu'il aimait était en fait morte peu avant leur mariage.
Hewes peut être comparé à Moïse, du fait qu'il a conduit son pays à l'indépendance, mais qu'il ne l'a jamais vraiment vu libre, et reconnu comme tel. Il est considéré comme l'une des personnes les plus importantes de son temps et de la révolution.